# Бутанские беженцы

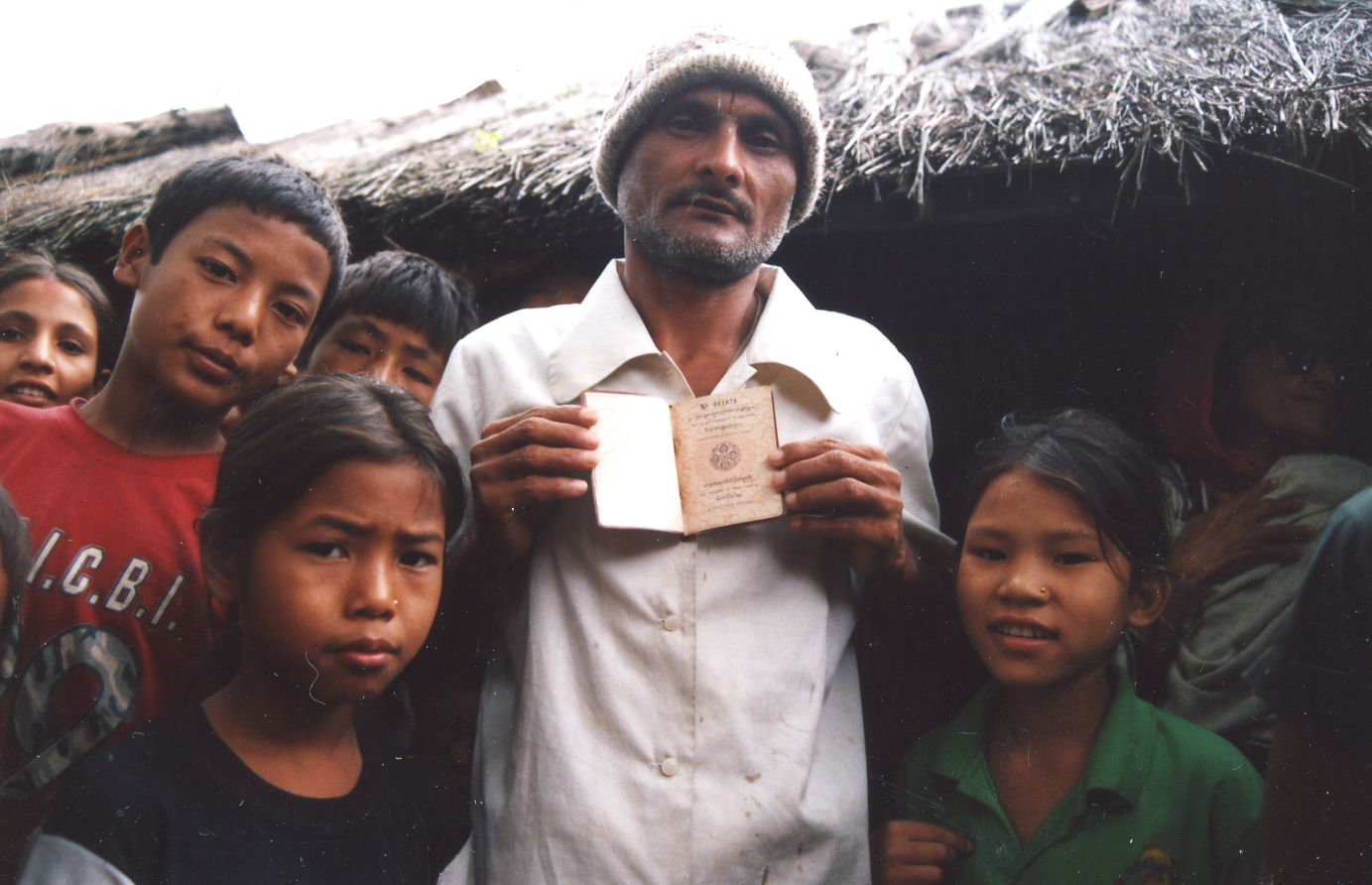
Бутанские беженцы в лагере беженцев Белданги демонстрируют бутанский паспорт.

Бутанские беженцы (лхоцампа, «южане») — население Бутана, которое этнически относится к непальской национальности и включает в себя такие народности, как кирати, таманги и гурунги. Эти беженцы были зарегистрированы в лагерях беженцев в восточной части Непала в 1990-х годах как бутанские граждане, депортированные из Бутана. Пока Бутан и Непал не подписали какого-либо соглашения о репатриации, многие бутанские беженцы были переселены в Северную Америку и Европу под эгидой Управления Верховного комиссара ООН по делам беженцев. ООН предложила переселить 60 тысяч из 107 тысяч бутанских беженцев непальского происхождения, в настоящее время проживающих в семи лагерях ООН в юго-восточном Непале. Австралия, Канада, Норвегия, Нидерланды, Новая Зеландия и Дания согласились принять у себя по 10 тысяч человек.
На территории Непала расположено 7 лагерей бутанских беженцев:
- Белданги-1 (англ. Beldangi I), 12793
- Белданги-2 (англ. Beldangi II), 14680
- Белданги-3 (англ. Beldangi II Extension), 8470
- Голдхап, 4627
- Хундунабари, 10688
- Санисчэйр, 13323
- Тимай, 6874

## Исторический очерк
Самые древние из сохранившихся письменных источников, описывающих историю Бутана, показывают, что тибетское влияние оказывалось на эти территории уже начиная с VI века. Тибетский царь Сонгцэн Гампо, который управлял Тибетом с 627 по 649 год, был ответственным за строительство древнейших буддийских храмов Бутана: Кьичу-лакханг в Паро и Джамбей-лакханг в Бумтанге. В это время произошло заселение Бутана тибетскими народами.
Первые сообщения о людях непальского происхождения в Бутане датируются примерно 1620 годом, когда Шабдрунг Нгаванг Намгьял поручил нескольким мастерам-неварцам из долины Катманду в Непале сделать серебряную ступу для содержания праха его отца Темпа Нима (англ. Tempa Nima).
Начиная с 1980-х годов более 100 000 лхоцампа были вынуждены покинуть Бутан, будучи обвиненными бутанскими властями в незаконной иммиграции. Между 1988 и 1993 годами тысячи других лхоцампа подверглись политическим репрессиям. В 1990 году на юге Бутана прошли этнические антиправительственные протесты, участники которых настаивали на большей демократии и уважении прав меньшинств. В том же году Бутанская народная партия, членами которой являются в основном лхоцампа, начала кампанию насильственного сопротивления против правительства Бутана. После этих беспорядков из Бутана бежали тысячи человек. Многие из них попали в семь непальских лагерей беженцев (по состоянию на 20 января 2010 года в лагерях проживали 85 544 беженцев) или стали работать в Индии. По данным Государственного департамента США около 35 % беженцев считаются гражданами Бутана.

### Бутанские беженцы по странам
| Страна         | Бутанские беженцы, чел. по сост. на 15 января 2011 |
| -------------- | -------------------------------------------------- |
| Австралия      | 2186                                               |
| Великобритания | 111                                                |
| Дания          | 326                                                |
| Канада         | 2404                                               |
| Нидерланды     | 229                                                |
| Новая Зеландия | 505                                                |
| Норвегия       | 373                                                |
| США            | 34 969                                             |

## Документальный фильм «Убивающие время»
«Убивающие время» (фр. Temps Mort, англ. Killing Time) — канадский документальный фильм, снятый в 2007 году режиссёром Анникой Густафсон (англ. Annika Gustafson).
В фильме показана судьба 108 тысяч непальских беженцев из Бутана, которые составляли шестую часть населения страны, и были вынуждены покинуть страну в 1990 году. Несмотря на то, что правительство Бутана является поборником «Валового национального счастья», тысячи беженцев содержатся в лагерях на территории Непала.
В 2008 году фильм получил Гран-при кинофестиваля в Монреале за освещение прав человека.